# Dinarthropsis picea
Dinarthropsis picea är en nattsländeart som beskrevs av Georg Ulmer 1913. Dinarthropsis picea ingår i släktet Dinarthropsis och familjen kantrörsnattsländor. Inga underarter finns listade i Catalogue of Life.